# Municipio de Portland (condado de Kossuth)
El municipio de Portland (en inglés: Portland Township) es un municipio ubicado en el condado de Kossuth en el estado estadounidense de Iowa. En el año 2010 tenía una población de 178 habitantes y una densidad poblacional de 1,94 personas por km².

## Geografía
El municipio de Portland se encuentra ubicado en las coordenadas 43°12′37″N 94°8′35″O / 43.21028, -94.14306. Según la Oficina del Censo de los Estados Unidos, el municipio tiene una superficie total de 91.64 km², de la cual 90,5 km² corresponden a tierra firme y (1,24 %) 1,14 km² es agua.

## Demografía
Según el censo de 2010, había 178 personas residiendo en el municipio de Portland. La densidad de población era de 1,94 hab./km². De los 178 habitantes, el municipio de Portland estaba compuesto por el 98,31 % blancos, el 1,12 % eran de otras razas y el 0,56 % eran de una mezcla de razas. Del total de la población el 1,12 % eran hispanos o latinos de cualquier raza.